# Caloptilia tangkai
Caloptilia tangkai är en fjärilsart som beskrevs av Yuan och Robinson 1993. Caloptilia tangkai ingår i släktet Caloptilia och familjen styltmalar.
Artens utbredningsområde är Thailand. Inga underarter finns listade i Catalogue of Life.